# 百變星君
《百變星君》是1995年香港喜剧電影，由喜劇巨星周星馳主演。電影創意參考好萊塢電影黑色追緝令、摩登大聖。

## 劇情
香港富豪李一飛的兒子李澤星在美國夏威夷留學，但學業無成而且揮金如土，還經常作弄其他同學，但由於父親李一飛是校董，所以其他同學敢怒不敢言。後來身世揭露，才知道他原來是管家達叔的私生子。
李澤星因迷戀一位名為Bonnie的美女，後來才發現她是日本黑幫「山口組」的頭目富田的情婦，該頭目遂派手下小馬哥追殺李澤星，並把他炸至粉身碎骨，只有腦部及口部完整無缺。李澤星在姜司教授的幫助下得以重造。李澤星返港兩年後，他再被植入無敵晶片，使身體更能千變萬化。
回到香港後的李澤星到一家中學當教師，並利用自己能千變萬化的特點，馴服了學校內所有頑劣的學生。富田得知李澤星還沒有死，便再派Mark槍殺李澤星，但被李澤星打至重傷。豈料富田將Mark改造成威力強大的機械人，並選擇在李澤星的婚禮下手，結果李澤星被Mark打倒，但啟動了復仇系統，變成黃老太，又化身超級微波爐，將Mark熔掉，最後富田也被參與婚禮的眾人毆打。

## 演員
| 演員         | 角色                                                            |
| 周星馳       | 李澤星、黃老太 (台灣版改為陽婆婆) 影射李澤楷                    |
| 吳孟達       | 達叔 (李澤星生父)                                               |
| 梁詠琪       | 蟲蟲                                                            |
| 徐錦江       | 姜師教授 (蟲蟲叔父) (粵語配音：周志輝)                          |
| 李健仁       | 王小虎                                                          |
| 孫佳君       | Bonnie                                                          |
| 黃一飛       | 李一飛 (李澤星養父) 影射李嘉誠(臺灣配音：屈中恆)                |
| 朱咪咪       | 李澤星母                                                        |
| 宋本中       | 光頭仔學生 (粵語配音：郭志權)                                   |
| 駱遜文       | 金毛學生                                                        |
| 陳志輝       | 教師，綽號地獄大魔王                                            |
| 鄧兆尊       | 阿尊 (情敵，校董兒子)                                           |
| Charles Shen | Mark (粵語配音：陳欣)                                           |
| 鄭祖         | 黑社會組織山口組頭目富田 (台灣配音：屈中恆)                     |
| 文雋         | 校長                                                            |
| 黃頌寧       | 線人長毛                                                        |
| 江欣燕       | 阿尊母親                                                        |
| 林迪安       | 斑馬裝司機 (客串，被李澤星變成的西人牙膏嚇到，粵語配音：張炳強) |
| 黎應就       | 鄧先生，阿尊父親 (校董)                                         |
| 王晶         | 阿星墳前的牧師                                                  |
| 田啟文       | 教授實驗室的半邊人                                              |

## 人造人系統

### 阿星
全部都是由便宜貨（6000元美金）拼裝而成，最初是正宗國字臉，然后兩隻手長短差距過大，後來因為醫院丟棄的全是手，四肢都只能裝手。之後還有無法隨心所欲停止，身體不能弄濕等缺點（食物方面只能吃電池和汽油）；在博士發明超級霹靂晶片後，方補完成完整的人造人，能隨心所欲變成任何物品。（不過最初只能變電鍋和西人牙膏）
- 排尿系統：初期是附有水龍頭的水管，後來變為蓮蓬頭；最後變為章魚（電影未拍出，由片中人物口述）。
- 超級霹靂晶片：晶片內容為黃老太[4]家庭電器大全，台版改「黃老太」作「陽婆婆」，（陽婆婆出自1990年代台灣藝人陽帆模仿日本諧星志村健的《志村大爆笑》其中角色：瞳婆婆ひとみ婆さん而大受歡迎）。

#### 武器與變身
- 菜刀：把不良學生－小光頭頭髮剃個精光的道具，也能夠抵擋子彈。
- 水炮：向不良女學生群及未經過改造的Mark射水的道具。
- 大型吸塵器：把不良男學生的衣服吸走的道具。
- 嘴：可伸長，曾含住情敵，把胃裡食物吐到他的頭上。
- 眼：可伸長，還附有紅外線望遠鏡、熱源感應器等功能。
- 心型排球：在學校進行排球活動時，阿星手指虛劃出一個心心與蟲蟲互傳，後被蟲蟲大力回擊至阿星胸口上，心碎。
- 雨傘：破壞情敵與蟲蟲間的約會，由大砲離開會場後充當降落傘。
- 馬桶：破壞情敵與蟲蟲間的約會，嚇壞情敵的母親。
- 考試機器：有電視螢幕顯示阿星的臉，只要有同行考者的話會插幾支「（考者姓名）監考中」旗子，答錯了便會以馬桶吸盤、打蛋器等東西痛毆考試者，答對了則會給予可樂、爆米花（硬塞）等獎勵。（評分會寫在考試者衣服上）
- 炒菜鏟：由拳頭中央伸出，能輕易打飛子彈。
- 巨型炒菜鏟：破壞情敵與蟲蟲間的約會期間，攻擊宴會中的魔術師用。
- 電飯鍋：指示燈為眼，蓋子為嘴。里面（嘴部）裝有白飯。
- 西人牙膏：世界上唯一一條西人牙膏（影射黑人牙膏）。

遭遇到強大攻擊將會遇強越強，啟動復仇系統；變身成超級市場裡的最強武器─黃老太。（台譯：陽婆婆）
以下為黃老太狀態下使用過的道具及變身。
- 黃老太金蠶寶衣（台譯：陽婆婆金蠶寶衣）：子彈無法打穿。
- 不及格章（假稱）：圖樣為紅色交叉，蓋在小馬哥臉上的章，真名不詳。
- 巨型熨斗：能輕易燙平小馬哥。
- 超級微波爐：將已改造的Mark熔掉的最強武器，連鑽石都能融化。

## 外部連結
- 互联网电影数据库（IMDb）上《百變星君》的资料（英文）
- 開眼電影網上《百變星君》的資料（繁體中文）
- 豆瓣电影上《百變星君》的資料 （简体中文）
- 时光网上《百變星君》的資料（简体中文）
- AllMovie上《百變星君》的资料（英文）
- 爛番茄上《百變星君》的資料（英文）